# Axiarcha discosema
Axiarcha discosema är en fjärilsart som beskrevs av Edward Meyrick 1921. Axiarcha discosema ingår i släktet Axiarcha och familjen fransmalar. Inga underarter finns listade i Catalogue of Life.